# Mate Ujević
Mate Ujević (Krivodol kod Imotskoga, 13. srpnja 1901. – Zagreb, 6. siječnja 1967.) bio je  hrvatski enciklopedist, izdavač, publicist i pisac.

## Životopis
Rođen je 13. srpnja 1901. godine u Krivodolu kod Imotskog u zidarskoj obitelji Jakova i Ane Ujević. Gimnaziju je polazio u Sinju i Splitu, studirao je komparativnu književnost, francuski jezik, južnoslavenske književnosti, staroslavenski i povijest u Zagrebu, diplomirao 1928. u Ljubljani. Godine 1929. oženio se profesoricom Marijom Juras s kojom je imao sedmero djece. Otac je kiparice Marije Ujević. Radio je kao profesor u Nadbiskupskoj klasičnoj gimnaziji u Zagrebu do 1939. godine. Profesorski ispit položio je obranivši radnju Prilog za povijest pokreta hrvatske omladine koncem XIX. i početkom XX. stoljeća. Doktorirao 1935. u Zagrebu disertacijom o pjesniku Jovanu Hraniloviću. Godine 1939. osniva sa suradnikom Dragutinom Schulhofom, koji preuzima financijsku odgovornost, i Rudolfom Hercegom Konzorcij Hrvatske enciklopedije čiji prvi svezak izlazi uoči početka Drugog svjetskog rata na prostoru Hrvatske. Po okupaciji i uspostavi ustaškog režima hapsi ga Gestapo;  poslije je interniran u Zagrebu. Nakon što je  konzorcij zakonskom odredbom preimenovan u Hrvatski izdavalački bibliografski zavod radi u njemu do svibnja 1945. te izdaje još 4 sveska enciklopedije. U isto vrijeme koristeći svoja poznanstva i ugled kulturnog radnika pokušava pomoći Židovima i drugim intelektualcima suradnicima enciklopedije izloženim ustaškom teroru. Zbog toga je 1994. godine posmrtno proglašen pravednikom među narodima u Memorijalnom muzeju Jad Vašem u Izraelu. Nakon oslobođenja 1945. godine gubi posao, otežava mu se zapošljavanje te je izložen nepravednim sumnjama i praćen od nove komunističke vlasti. Ipak surađuje sa različitim kulturnim institucijama, a 1949. postaje glavni urednik Akademijinog Pomorskog leksikona. Godine 1950.  Miroslav Krleža poziva ga u Leksikografski zavod za zamjenika direktora pa ondje radi do umirovljenja 1965. godine, koordinirajući izradu različitih enciklopedijskih izdanja. Glavni je urednik jedinstvene Pomorske enciklopedije.
Umro je u Zagrebu 7. siječnja 1967. godine.
- 1994. godine posmrtno je proglašen pravednikom među narodima u Memorijalnom muzeju Jad Vašem u Izraelu.[1]

## Književni rad
Vrlo se rano počeo baviti književnim i novinarskim radom. Radovima je sudjelovao u mnogim srednjoškolskim i studentskim listovima (Studium, Luč, Mladost) te je bio stalni dopisnik ljubljanskog dnevnika Slovenac. Pisao je pjesme, novele, feljtone, putopise, kritike, komentare te prikaze djela domaćih i stranih autora. Objavio je autobiografski roman Mladost Tome Ivića 1928. godine. 1931. godine izdao je pregled književnosti Hrvatska književnost, te 1934. studiju Gradišćanski Hrvati.  Potaknut interesom za probleme hrvatskih manjina u svijetu tridestih godina prošlog stoljeća godina počeo je objavljivati o toj temi članke u dnevnom tisku te je osnovao biblioteku HRID (Hrvati izvan domovine) u kojoj su izašle dvije knjige posvećene Istri. Pod pseudonimom Josip Sučević 1935. godine objavio je brošuru Abesinija, njegov protest protiv Mussolinijeve okupacije Etiopije. U vlastitoj je nakladi (Biblioteka Alfa) objavio Hrvatsku narodnu pjesmaricu s Kačićevim i narodnim pjesmama (1938.) koja je imala više izdanja. Godine 1939. u vrijeme Banovine, kada je Hrvatska dobila određenu političku i kulturnu samostalnost, koncipirao je nekoliko školskih čitanki koje će biti objavljene tek 1941. godine. Neke čitanke, koje se i danas, nakon šezdeset godina, ističu kao vrhunski udžbenički dosezi, uredio je sam, a neke zajedno sa suradnicima  (Prve brazde, Knjiga radosti, Sjetva, Plodovi srca i uma). 

### Hrvatska enciklopedija
Ranih tridestih godina Matu Ujevića počinje zaokupljati ideja za koju smatra da je bitna za ostvaraj kulturnog identiteta hrvatskog naroda: pokretanje Hrvatske enciklopedije. O tome svjedoči jedna njegova bilješka: Ja sam dugo vremena, još negdje 1931, razmišljao kako bi došao do Hrvatske enciklopedije, koja bi s jedne strane dala hrvatskom čitaču najpotrebnije informacije o svim problemima koji zanimaju suvremenog čovjeka, a s druge strane donijela u riječi i slici, sve ono što može prikazati hrvatskog čovjeka, hrvatsku zemlju i hrvatski narod u prošlosti i sadašnjosti. Rad na Enciklopediji formalno je započeo 1939. godine kad se upoznao s ravnateljem Tipografije Dragutinom Schulhofom, koji je preuzeo financijski rizik posla, a Mate Ujević kao glavni urednik obvezao se voditi posao i naći suradnike, što je bilo vrlo teško u ideološki razjedinjenoj intelektualnoj sredini tadašnje Hrvatske. 
Godine 1939. osnovan je konzorcij Hrvatske enciklopedije u koji uz Matu Ujevića i suradnike, te Dragutina Schulhofa ušao i Rudolf Herceg, član Hrvatske seljačke stranke,  zadužen za odnose s javnošću. Prvi svezak Enciklopedije izašao je tik uoči Drugog svjetskog rata na Jugoslavenskim prostorima. U predgovoru je prvom svesku Mate Ujević napisao: U vrlo teškim i tmurnim vremenima izlazi Hrvatska enciklopedija pred hrvatsku javnost, ali baš činjenica da izlazi u sadašnje vrijeme potvrđuje našu moralnu i intelektualnu otpornost. Drugi svezak izlazi koncem 1941. godine, treći 1942. godine, četvrti polovicom 1943. godine, a peti u svibnju 1945. godine. Hrvatska enciklopedija zamišljena je kao enciklopedija u 12 svezaka, međutim kasnije se ukazuje potreba za većim brojem svezaka. Sa završetkom rata obustavlja se tiskanje tog iznimnog djela, a kasniji pokušaji daljnjeg izdavanja nisu uspjeli. Hrvatska enciklopedija zbog svoje stručnosti, objektivnosti, bogatstva podataka i ilustracija ima iznimno mjesto u hrvatskoj leksikografiji i smatra se začetkom moderne enciklopedistike u Hrvatskoj. Konzorcij se Hrvatske enciklopedije u kolovozu 1941. godine zakonskom odredbom pretvara u Hrvatski izdavalački bibliografski zavod (HIBZ), koji je bio u nadležnosti Ministarstva prosvjete, što je pomoglo da u svojem radu zadrži određenu samostalnost. O svojemu uredničkom radu u HIBZu Mate je Ujević rekao na predavanju 1943. godine: U ovim teškim ratnim prilikama možda se mnogim kulturno djelovanje čini suvišnim poslom, ali nije tako - kulturni rad u posljednjoj analizi - nije ništa drugo nego opredjeljivanje prema životu i stvaranje ljepšeg, boljeg i istinijeg svijeta, a pogotovo sada kada previše sila nastoji uništiti ne samo ono što je sadašnja generacija dala na kulturnom području nego i ono što su vjekovi davali i stvarali. Razornih snaga je previše, a stvaralačkih premalo. Kako se nosio sa svim problemima u tim tmurnim vremenima teško je i zamisliti kada se zna da ga je početkom rata uhitio GESTAPO i da je poslije cijelo vrijeme rata bio interniran u Zagrebu, a prema pisanju Josipa Horvata u knjizi Živjeti u Hrvatskoj HIBZ je bio sklonište ljudi s protuustaškim stavovima. Nakon rata radio je u Nakladnom zavodu Hrvatske i u komisiji za razgraničenje (izradio za ministarstvo vanjskih poslova monografiju Burgenland). 1946. godine u Sveučilišnoj biblioteci radio je bibliografiju članaka, rasprava, knjiga i književnih priloga. Godine 1949. postao je glavni urednik Pomorskog leksikona u Jugoslavenskoj akademiji. Godine 1950. Miroslav Krleža, osnivač i direktor Jugoslavenskog leksikografskog zavoda, pozvao je Matu Ujevića usprkos različitim svjetonazorima da mu bude pomoćnik vjerujući njegovom znanju i stručnosti u enciklopedistici i leksikografiji. Prva je enciklopedija koja izlazi nakon osnivanja Leksikografskog zavoda, Pomorska je enciklopedija (1954.) kojoj je glavni urednik Mate Ujević. Pomorska enciklopedija koja je izašla u osam svezaka prema riječima Lawrence S. Thompson  (University of Kentucky, Lexington) jedno je od najboljih izdanja svoje vrste u svijetu. Ta enciklopedija osim što je stručna enciklopedija za pomorce obuhvaća znatan dio i drugih struka kao što su pravo, povijest, geografija i drugo. Izlazak prvog sveska Pomorske enciklopedije tisak je proglasio velikim kulturnim događajem, a hrvatski publicist Miroslav Feller duhovito je napisao u Novom listu da Pomorska enciklopedija može biti štivo zanimljivije i napetije od romana,  da pomorcima može biti neusporediva putna lektira, a onima što ostaju kod kuće, "brod kojim će preploviti sva mora svijeta, proći sve prostore i sva vremena, krcajući svuda korist i radost, iskrcavajuću usput mnoge zablude".